# Жамбыл (Байтерекский район)
Жамбыл (каз. Жамбыл) — село в Байтерекском районе Западно-Казахстанской области Казахстана. Входит в состав Мичуринского сельского округа. Код КАТО — 274445300.
Село расположено на реке Деркул.

## Население
В 1999 году население села составляло 509 человек (243 мужчины и 266 женщин). По данным переписи 2009 года в селе проживало 660 человек (310 мужчин и 350 женщин).